# Guelatao (estación)
Guelatao es una de las estaciones que forman parte del Metro de Ciudad de México, perteneciente a la Línea A. Se ubica al oriente de la Ciudad de México, en la alcaldía Iztapalapa.

## Información general
Este nombre lo toma de una importante avenida de la zona y que a su vez proviene del pueblo donde nació Benito Juárez (Guelatao de Juárez, Oaxaca), el cual fue presidente de México durante la Segunda Intervención Francesa en México. El símbolo de la estación es la silueta de la cabeza de Benito Juárez ya que cerca de la estación se encuentra un conocido monumento diseñado por el muralista David Alfaro Siqueiros conocido popularmente como "Cabeza de Juárez" ya que literalmente es una enorme representación de la cabeza del difunto presidente Juárez.

## Salidas de la estación
- Norte: Calzada Ignacio Zaragoza y Calle General Miguel Lira y Ortega, Colonia Juan Escutia.
- Sur: Calzada Ignacio Zaragoza y Calle Batallón de Zacapoaxtla, Colonia U.H. Ejército de Oriente.

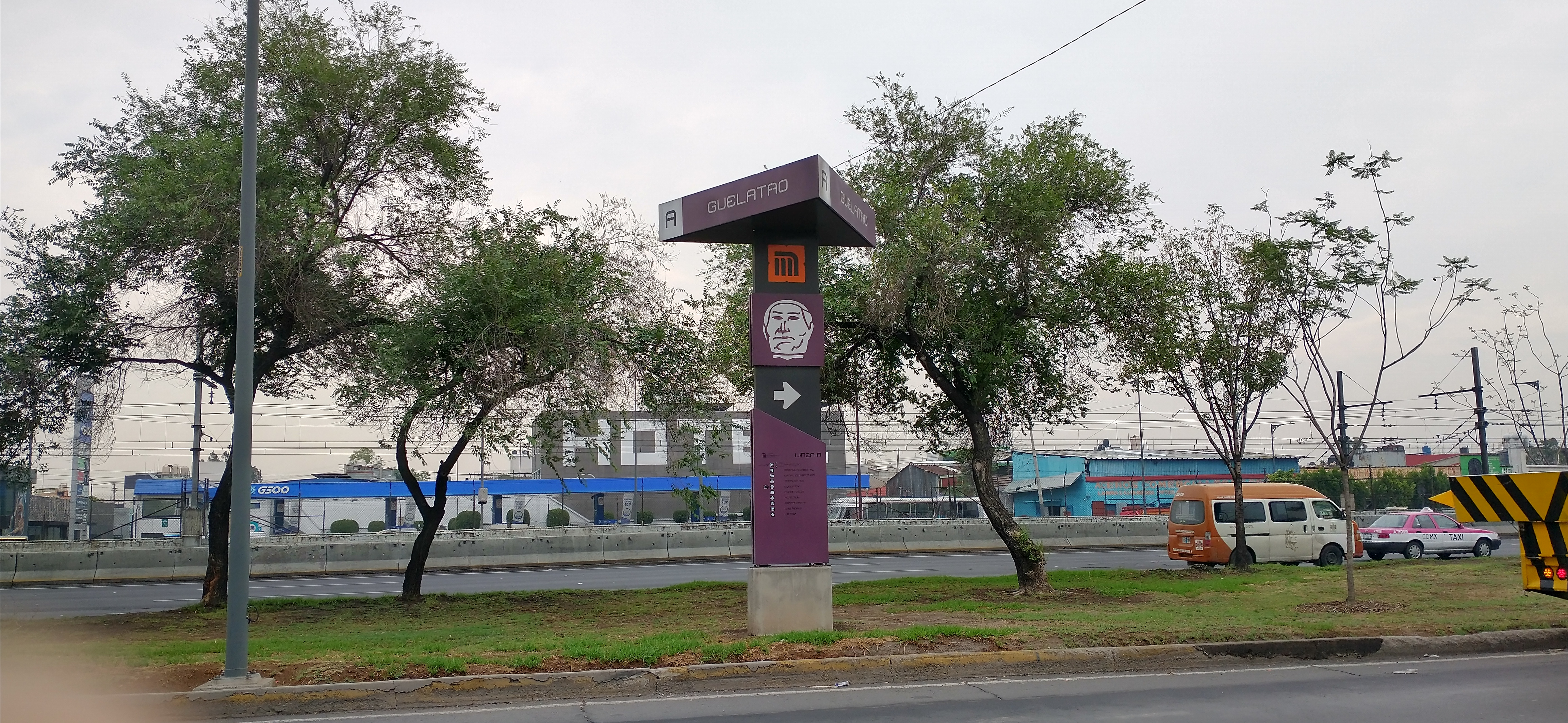
Poste de señalamiento de acceso a la estación, sobre Calz. Ignacio Zaragoza.

## Afluencia
El número total de usuarios para 2014 fue de 5,662,904 usuarios, el número de usuarios promedio para el mismo año fue el siguiente:
| Tipo de día   | Afluencia promedio |
| ------------- | ------------------ |
| Día festivo   | 7,645              |
| Día laboral   | 17,345             |
| Fin de semana | 32,760             |
| Anual         | 51,515             |

La siguiente tabla muestra la afluencia de la estación en los últimos 10 años:
| Afluencia Anual de Pasajeros | Afluencia Anual de Pasajeros | Afluencia Anual de Pasajeros | Afluencia Anual de Pasajeros | Afluencia Anual de Pasajeros | Afluencia Anual de Pasajeros |
| ---------------------------- | ---------------------------- | ---------------------------- | ---------------------------- | ---------------------------- | ---------------------------- |
| Año                          | Afluencia                    | A Diario                     | Ranking                      | Incremento                   | Ref.                         |
| 2023                         | 6,802,967                    | 18,638                       | 62°/195                      | +31.07%                      | [ 3 ]                        |
| 2022                         | 5,190,309                    | 14,220                       | 84°/175                      | +35.84%                      | [ 4 ]                        |
| 2021                         | 3,840,759                    | 10,522                       | 78°/195                      | -1.11%                       | [ 5 ]                        |
| 2020                         | 3,883,863                    | 10,611                       | 93°/195                      | -50.83%                      | [ 6 ]                        |
| 2019                         | 7,898,506                    | 21,639                       | 78°/195                      | +15.27%                      | [ 7 ]                        |
| 2018                         | 6,852,441                    | 18,773                       | 91°/195                      | +5.93%                       | [ 8 ]                        |
| 2017                         | 6,469,026                    | 17,723                       | 102°/195                     | -5.37%                       | [ 9 ]                        |
| 2016                         | 6,836,208                    | 18,678                       | 95°/195                      | -17.35%                      | [ 10 ]                       |
| 2015                         | 8,271,546                    | 22,661                       | 74°/195                      | +29.73%                      | [ 11 ]                       |
| 2014                         | 6,376,070                    | 17,468                       | 102°/195                     | +0.57%                       | [ 12 ]                       |

## Sitios de interés
- Museo Cabeza de Juárez
- Facultad de Estudios Superiores (FES) Zaragoza de la UNAM